# Kronologija Domovinskog rata: kolovoz 1994.

### 1. kolovoza
- Grčki ministar vanjskih poslova Karolos Papoulias izjavio jučer novinarima u Ateni da je moguć skori susret Tuđman i Milošević u Grčkoj.[1]
- Predsjednik samozvanog parlamenta bosanskih Srba Momčilo Krajišnik nagovijestio mogućnost organiziranja referenduma o mirovnom planu kontaktne skupine, javlja France presse.[1]
- Nakon što je Milošević prihvatio mirovni plan kontaktne skupine, Vuk Drašković je kao prvi od oporbenih vođa podržao srbijanskog predsjednika, dok ga je Vojislav optužio za izdaju i kapitulaciju.[1]
- Bivši čuvar logora Sušica u blizini Vlasenice izjavio za New York Times da su egzekucije nad Muslimanima u tom logoru provođene svake noći, a zapovjednik mu je bio major jugoslavenske vojske.[1]

### 2. kolovoza
- - U Mostaru, nakon deset dana uprave nad tim gradom, Hans Koschnik imenovao Savjetodavno vijeće od 15 članova - pet Hrvata, pet Muslimana i pet ostalih narodnosti.[Koschnik 1994.?][1]

### 3. kolovoza
- Hrvatski prognanici, uz dosadašnji sedam prijelaza u UNPA pod nadzor MUP-a Hrvatske predali još pet prijelaza.[1]
- Plave kacige napuštaju Bosnu u roku od tri mjeseca, objavljuje talijanski dnevnik Repubblica izjavu zapovjednika UN u BiH generala Michaela Rosea, koji tvrdi da mu je to priopćio Boutros Ghali.[1]

### 4. kolovoza
- Glasnogovornik mirovnih snaga u Sarajevu Rob Annik izjavio da zapovjednik UNPROFOR-a za BiH general Michael Rose nije dobio nikakvu zapovijed za povlačenje plavih kaciga iz BiH, kao što je jučer pisala Repubblica.[1]
- General Tihomir Blaškić preuzeo zapovjedništvo nad HVO-om od generala Milivoja Petkovića, priopćio u Posušju ministar obrane HR Herceg-Bosne Vladimir Šoljić.[1]
- List The Times piše što sadržava novi Nacrt rezolucije Vijeća sigurnosti, u kojem se definiraju nove sankcije prema Srbima zbog odbijanja mirovnog plana za BiH.[1]
- Vlada SRJ odlučila prekinuti političke i gospodarske odnose sa samoproglašenom republikom srpskom u BiH, javlja Tanjug.[1]
- Na Palama parlament bosanskih Srba odlučio ne prihvatiti mirovni plan, već najavio referendum o planu za 27. i 28. kolovoza.[1]

### 5. kolovoza
- Nova etnička čišćenja iz Bosanske krajine, u Ivanić-Gradu prihvaćeno 128 Bošnjaka i Hrvata.[1]
- Nastavlja se prisilna mobilizacija Hrvata u Armiju BiH, iako je dogovoreno u federalnom vrhu da oni mogu biti mobilizirani samo u HVO.[1]
- U izvještaju Tadeusza Mozowieckog mostarski Hrvati optuženi da nastavljaju s jednim oblikom 'obazrivog etničkog čišćenja' prema Muslimanima, koji teži za preseljavanjem Muslimana iz zapadnog u istočni Mostar, javlja agencija France presse.[1]
- Bosanski Srbi danas ujutro, oko 3,50 sata, oteli teško oružje koje su čuvali ukrajinski pripadnici plavih kaciga na Ilidži kod Sarajeva.[1]
- SRJ prekinula telefonske veze s bosanskim Srbima, javlja agencija Reuter.[1]
- Hrvatska Vlada smatra nedavnu odluku beogradskih vlasti o prekidu svih političkih i gospodarskih veza s vodstvom bosanskih Srba malim korakom u pravom smjeru, ali i vrlo nedostatnim, jer nisu prekinule veze sa svojim podjednako ratobornim štićenicima na okupiranom području Hrvatske.[1]
- U Kninu razgovarali šef hrvatskog izaslanstva za pregovore s pobunjenim Srbima Hrvoje Šarinić i savjetnik predsjednika Tuđmana za unutarnju politiku dr. Ivić Pašalić s Borislavom Mikelićem i Milanom Babićem, predstavnicima pobunjenih Srba.[1]

### 6. kolovoza
- Predsjedničko vijeće HR Herceg-Bosne, na svojoj sjednici u Mostaru, ustvrdilo da je bilo prisilnog mobiliziranja Hrvata u Armiju BiH na prostorima Tuzle, Zenice, Žepče i Usore, te upozorilo da se s tim mora prekinuti.[1]
- Nakon što je UNPROFOR zaprijetio novim napadima NATO-vih zrakoplova na srpske položaje u okolici Sarajeva, bosanski Srbi pristali vratiti pet komada teškog oružja koje su noć ranije oteli na Ilidži, izjavio glasnogovornik UNPROFOR-a u Sarajevu Rob Annik.[1]
- NATO-zrakoplovi napali njihove snage u blizini Sarajeva, ali da su pogodili samo jedan stari kamion.[1]
- Službeni predstavnik PTT-a SRJ opovrgao tvrdnje Reutera da je Beograd prekinuo telefonske veze s republikom srpskom, već je objasnio da su u prekidu samo neke linije zbog tehničkih teškoća.[1]

### 10. kolovoza
- Na Brijunima predsjednik Tuđman primio u privatni posjet mađarskog predsjednika Arpada Goncza.[1]
- Peti korpus Armije BiH i HVO sasvim potisnuli Abdićevu vojsku i izbili na granicu s Hrvatskom. Oslobođeno 30 sela Cazinske krajine, a stanovništvo u panici bježi na okupirano područje Hrvatske.[1]
- Ako pobunjeni Srbi u Hrvatskoj ne pristanu na rješenje pregovorima, Zagreb prijeti novim ratom, piše bečki Der Standard.[1]

### 11. kolovoza
- Ovomjesečni predsjednik Vijeća sigurnosti, ruski veleposlanik Jurij Voroncev, uputio usmeni ukor Hrvatskoj zbog nesporazuma s UNPROFOR-om, tj. zbog ometanja kretanja plavih kaciga.[2]
- Rusija je uvjerila Miloševića da odustane od svog sna o 'velikoj' Srbiji, piše dopisnica The Timesa iz Moskve Eve-Ann Prentice, navodeći neimenovani izvore bliske vladi.[2]
- Koshnik će europeizirat Mostar, rekao novinarima u španjolskoj bazi UNPROFOR-a u zapadnom Mostaru Javier Solana, ministar vanjskih poslova Španjolske, koji je razgovarao i s predsjednikom Federacije BiH Krešimirom Zubkom.[2]
- Čelnici Srpske pravoslavne crkve, koji su se jučer sastali u Beogradu, traže izmjenu zemljovida sadržanog u mirovnom planu kontaktne skupine za BiH, javlja France presse.[2]
- Potpredsjednik Federacije BiH Ejup Ganić izjavio u intervjuu za BBC da je zapovjednik UNPROFOR-a za BiH general Michael Rose učinio strašnu pogrešku kad je zaprijetio zračnim udarima srpskim snagama i Armiji BiH, jer za nju nema ovlasti.[2]

### 12. kolovoza
- Predsjednička izjava Vijeća sigurnosti UN, u kojoj se traži da Hrvatska otvori svih 19 putova za potrebe UNPROFOR-a, hrvatska Vlada ocijenila kao neprimjeren pritisak na Hrvatsku.[2]
- Bosanski Srbi ponovno oteli dio teškog oružja iz jednog skladišta u blizini Sarajeva koje je pod nadzorom UNPROFOR-a, rekao glasnogovornik mirovnih snaga u BiH Rob Anik.[2]
- Američki Senat izglasao prijedlog o ukidanju embarga na uvoz oružja u BiH nakon 15. listopada, ako Srbi do tog datuma ne prihvate mirovni plan, a podržava ga i predsjednik Clinton.[2]
- U prometnoj nezgodi u Sloveniji poginuo dr. Nikola Novaković, koji je u studenom 1989. u domovini postao prvi predsjednik obnovljene Hrvatske seljačke stranke.[2]

### 13. kolovoza
- Vijeće sigurnosti UN raspravljalo o pismu predsjednika Tuđmana, u povodu granatiranja dubrovačkog aerodroma od Karadžićevih Srba, te ga osudilo i upozorilo na svu opasnost toga napada na Republiku Hrvatsku.[2]
- Hrvatska Vlada zatražila od predstavnika Zajednica prognanika Hrvatske da predaju i preostale blokirane prijelaze u UNPA-područja pod nadzor Ministarstava unutarnjih poslova.[2]
- Predsjednik Predsjedništva BiH Alija Izetbegović jučer izjavio da ne kani početi političke pregovore s Fikretom Abdićem.[2]
- Srbi su izazvali u tri navrata teške incidente oko skladišta teškog oružja u okolici Sarajeva koje čuva UNPROFOR, rekao novinarima njegov glasnogovornik Rob Annik.[2]
- Rusija pokušava spriječiti jačanje sankcija protiv SRJ, jer se vlada u Beogradu ogradila od bosanskih Srba i Rusija će učiniti sve kako bi spriječila donošenje nove rezolucije u Vijeću sigurnosti, javlja moskovska agencije Interfax.[2]

### 14. kolovoza
- Poglavar Srpske pravoslavne crkve patrijarh Pavle preuzeo ulogu posrednika između Miloševićeva i Karadžićeva režima, a pravoslavni episkopi u BiH vjeruju da će on uspjeti pomiriti zavađenu braću u Beogradu i na Palama jer ona šteti srpskoj stvari, javlja IKA iz Beograda.[2]

### 15. kolovoza
- U povodu smrti glavnog tajnika NATO-a Manfreda Woernera, predsjednik Tuđman uputio brzojav sućuti njegovoj supruzi.[2]

### 16. kolovoza
- Završena prognanička akcija blokade UNPROFOR-a, hrvatski prognanici danas napustili i preostale kontrolne točke UNPROFOR-a, ostavljajući ih nadzoru hrvatske Vlade i MUP-a.[2]
- U Travniku, prepunom izbjeglica, na štetu Hrvata drastično se promijenila etnička slika dolaskom 30.000 muslimanskih izbjeglica iz Sjeverozapadne Bosne.[2]
- Uspostavljen humanitarni zračni most nad Sarajevom nakon 27 dana gotovo neprestanog prekida.[2]
- The Sunday Times piše kako je američki predsjednik Clinton naložio CIA-i i Pentagonu da pripreme tajni plan za naoružavanje bosanskih Muslimana i njihovo vojno obrazovanje, kako bi se utjecalo na drukčiji ishod rata u bivšoj Jugoslaviji.[2]
- SAD nisu zadovoljne provedbom beogradske blokade bosanskih Srba, jer ona nije posve provedena, a kako je rekao glasnogovornik State Departmenta Michael McCurry, očito je da srpska granica propušta na mnogim mjestima.[2]
- Slovenska tvrtka Krka iz Novog Mesta izvozi u SRJ, potvrdio jugoslavenski ministar za poljoprivredu dr. Koviljko Lovre.[2]

### 18. kolovoza
- Trebinjski Srbi, unatoč svih dosadašnjih upozorenja, ponovno, danas ujutro, u dva navrata, ispalili sedam topničkih projektila iz BiH na šire područje Čilipa u Konavlima.[2]
- Armija BiH uputila ultimatum Fikretu Abdiću da se njegove postrojbe u roku od sedam dana moraju svrstati pod zapovjedništvo Vlade u Sarajevu, rečeno na konferenciji za novinare UNPROFOR-a u Sarajevu.[2]
- UNPROFOR oštro prosvjedovao kod hrvatske Vlade zbog nazočnosti pripadnika hrvatske policije unutar zone razdvajanja na kontrolnoj točki Lipovac, što predstavlja kršenje Zagrebačkog sporazuma.[2]
- Naprosto je utopijski opasno zahtijevati od Hrvatske da se ne definira kao nacionalna, nego kao građanska država, rekao u intervjuu za Slobodnu Dalmaciju francuski filozof i pisac Alain Finkelkraut.[2]

### 19. kolovoza
- Izaslanstvo Sabora, koje vodi predsjednik dr. Nedjeljko Mihanović, otputovao u SAD na proslavu 100. obljetnice Hrvatske bratske zajednice.[2]
- Obznanjen program posjeta Svetog Oca Zagrebu, 11. rujna Papa će se sastati s hrvatskim predsjednikom Tuđmanom.[2]
- U Sarajevu ponovno zatvoren humanitarni zračni most, dok se ne utvrdi koja je strana ispalila minobacačku granatu na aerodrom.[2]
- U sjedištu svjetske organizacije u New Yorku objavljeno da će predsjednik Republike Hrvatske dr. Franjo Tuđman govoriti pred Generalnom skupštinom UN 28. rujna.[2]

### 20. kolovoza
- Predsjednik Tuđman primio na Brijunima posebnog izaslanika glavnog tajnika UN Akashija, a razgovori vođeni o problemima UNPROFOR-a i reintegraciji hrvatskih područja pod zaštitom mirovnih snaga u ustavno-pravni poredak Republike Hrvatske u duhu rezolucija 769 i 871 Vijeća sigurnosti.[2]
- U Kiseljaku kanadski plavci upali sa šest transportera na privatni posjet Hrvata Zvonka Markovića, uhitili ga, svezali i tukli do besvijesti. Hrvatska strana uputila oštar prosvjed generalu Roseu zbog vandalskog i nasilničkog ponašanja pripadnika UNPROFOR-a.[2]
- Akcija Tuka: hrvatska vojska i policija zaustavili kolonu izbjeglica i pripadnika Abdićeve vojske koje je UNPROFOR propustio iz AP Zapadne Bosne, a koji su se zaputili preko okupiranog teritorija RH ka Karlovcu. Izbjeglice su se smjestile na Turnju i uz cestu.Borna Marinić: Kako su hrvatski specijalci i vojska obranili Karlovac od izbjeglica iz Bosne – Akcija „Tuka“  Domovinski rat. 20. kolovoza 2020. Pristupljeno 4. rujna 2020.[2]

### 21. kolovoza
- Snage bosanske Vlade danas ušle u Veliku Kladušu, sjedište Fikreta Abdića i njegove paradržavice Autonomne pokrajine Zapadne Bosne. U kilometarskoj koloni 60.000 ljudi bježi pred Armijom BiH u Hrvatsku.[3]
- Pobunjeni hrvatski Srbi jučer su na Prukljanskom jezeru zločinački ubili starog ribara Antu Lokasa iz Rasline.[3]

### 22. kolovoza
- Poslije pada Velike Kladuše, nepregledna kolona ljudi i vozila na cesti prema Karlovcu - više od 30.000 izbjeglica ne želi natrag u Bosnu.[3]
- Predsjednik Tuđman i ministar Granić primili na Brijunima dosadašnjeg posebnog izaslanika predsjednika Clintona Charlesa Redmana i njegova nasljednika na toj dužnosti Charlesa Thomasa.[3]
- Neopozivo podržavamo Republiku Hrvatsku i njezine od naroda izabrane predstavnike, kazao na velikom banketu u William Penn Hotelu u Pittsburghu na proslavi stogodišnjice Hrvatske bratske zajednice njezin predsjednik Bernard Luketić. Proslavi prisustvovao i kardinal dr. Franjo Kuharić, koji se založio za jedinstvo Hrvata u SAD. U ime predsjednika Republike gostima se obratio predsjednik Sabora dr. Nedjelko Mihanović, ističući da se danas svaki Hrvat može slobodno vratiti u svoju slobodnu domovinu.[3]
- Predsjednik Predsjedništva BiH Alija Izetbegović rekao da će se Fikretu Abdiću suditi za učinjenu izdaju, piše sarajevsko Oslobođenje.[3]
- Izbjeglička kolona od 30.000 ljudi na cesti Kladuša - Karlovac već treći dan.[3]

### 23. kolovoza
- Premijer tzv. krajine Boro Mikelić najavio posrbljavanje Drniša, piše Slobodna Dalmacija.[3]
- Papa se ne boji ići u Sarajevo, bez obzira na to što je izjavio vođa bosanskih Srba Karadžić, da nije moguće mu jamčiti sigurnost, izjavio glasnogovornik Svete Stolice Navarro Valls.[3]

### 24. kolovoza
- Republika Hrvatska pružit će svu potrebnu humanitarnu pomoć izbjeglicama iz Velike Kladuše, ali temeljni cilj je njihov povratak, rekao u Zagrebu ministru vanjskih poslova BiH Irfanu Ljubijankiću hrvatski ministar dr. Mate Granić.[3]
- Ivan Pavao II. odlučio otići u pohod Sarajevu, bez obzira na rezerve koje su izrazili čelnici UN u BiH javila talijanska televizija RAI.[3]
- Njemačka i Francuska zahtijevaju od predsjednika Srbije Slobodana Miloševića da prihvati međunarodne promatrače na Drini, suglasili se njemački i francuski ministar vanjskih poslova Klaus Kinkel i Alain Juppe u Bordeauxu.[3]

### 25. kolovoza
- Posebni izaslanik glavnog tajnika UN za područje bivše Jugoslavije Jasushi Akashi, nakon boravka u Kninu, priopćio u Zagrebu da su kninske vlasti spremne na pregovore s hrvatskom Vladom.[3]
- Akcija Tuka: nakon prvog vala 20. kolovoza, stigao novi val izbjeglica i pripadnika Abdićeve vojske koje je UNPROFOR propustio iz AP Zapadne Bosne, a koji su se zaputili preko okupiranog teritorija RH ka Karlovcu. Načelnik Sektora specijalne policije Željko Sačić zapovijedio je slanje u Karlovac Specijalne jedinice policije te ATJ Lučko kao pojačanje domicilnim postrojbama, u prvom redu 110. brigadi Hrvatske vojske.Borna Marinić: Kako su hrvatski specijalci i vojska obranili Karlovac od izbjeglica iz Bosne – Akcija „Tuka“  Domovinski rat. 20. kolovoza 2020. Pristupljeno 4. rujna 2020.[3]

### 26. kolovoza
- Njemački vicekancelar i ministar vanjskih poslova Klaus Kinkel u službenom posjetu Hrvatskoj: UNPA-područja su hrvatski teritorij, rekao u Zagrebu u susretu s hrvatskim ministrom dr. Matom Granićem.[3]
- Predsjednik Tuđman primio večeras na Brijunima Klausa Kinkela, a nakon razgovora dr. Tuđman rekao novinarima da je došla do izražaja velika suglasnost Hrvatske i Njemačke.[3]

### 28. kolovoza
- Držim da je ključ rješenja okupiranih područja Hrvatske u Beogradu - rekao jučer na Hrvatskoj televiziji predsjednik Republike Hrvatske dr. Franjo Tuđman.[3]

### 29. kolovoza
- Ne naslućuje se kraj izbjegličke drame na Turnju pokraj Karlovca, gdje je u plavoj zoni pod kontrolom UNPROFOR-a trenutačno smješteno oko 18.000 izbjeglica iz Cazinske krajine.[3]
- Američki veleposlanik Peter Galbraith i predstavnici UNPROFOR-a i UNHCR-a, na konferenciji za novinare u Zagrebu, rekli da je s Izetbegovićem i Silajdžićem dogovoreno da lokalna policija osigura zaštitu i prava povratnicima u Veliku Kladušu, a bosanske vlasti se složile i s međunarodnim nadzorom tog područja.[3]
- U povodu brijunskih razgovora Tuđman i Kinkela, njemački mediji otkrivaju indiskrecije, da je Bonn protiv vojne opcije oslobađanja okupiranih područja Hrvatske, te za produženje mandata UNPROFOR-u i poslije 30. rujna.[3]

### 30. kolovoza
- Hrvatska traga za 2.764 osobe prisilno odvedene, zatočene i nestale, a gotovo svi od 6.600 Hrvata oslobođenih iz srpskih konc-logora su invalidi, rekao novinarima u Zagrebu potpredsjednik Vlade prof. dr. Ivica Kostović.[3]
- Američki uvjet za ublažavanje sankcija Miloševićevom režimu jest slanjem međunarodnih promatrača na granicu na Drini prema Bosni.[3]
- Njemački mediji ocjenjuju da se Milošević i ovog puta izvukao od odgovornosti za postupke bosanskih Srba, koji su odbili mirovni plan kontaktne skupine, a u tome mu je uveliko pomogao ministar vanjskih poslova Andrej Kozirev.[3]
- Kozirev je, tvrde moskovski mediji, letio u Beograd da nagovori Miloševića da prihvati postavljanje međunarodnih promatrača na granicu Srbije i BiH kako bi se svijet doista uvjerio da je prestao pomagati bosanske Srbe.[3]

### 31. kolovoza
- Nakon Karadžićeva odbijanja mirovnog plana, otvoreno novo poglavlje u pristupu kontaktne skupine dizajniranju BiH, a ruski ministar vanjskih poslova Kozirev već nagovijestio mogućnost konfederacije bosanskih Srba sa Srbijom, odnosno SR Jugoslavijom.[3]